# Astracantha yueksekovae
Astracantha yueksekovae là một loài thực vật có hoa trong họ Đậu. Loài này được (V. Matthews) Greuter miêu tả khoa học đầu tiên năm 1986.